# Chantal Yelu Mulop
Chantal Yelu Mulop est une personnalité politique congolaise, activiste des droits des femmes, et diplômée en sciences infirmières. Elle est nommée « conseillère spéciale en matière de la jeunesse, lutte contre les violences faites à la femme et la traite des personnes » à la présidence de la RDC depuis 2019,,

## Parcours
En 2015, alors qu'elle est directrice de soins et services en santé à Chartwell Héritage à Ottawa, son activité et son engagement dans différents organismes et œuvres philanthropiques s’impliquant également dans la lutte pour l’éducation, l’égalité de la santé pour tous et le développement de l’Afrique, Chantal Yelu se fait remarquer et, est classée parmi les 3 candidates du « Prix Femme » par l'organisation des professionnels congolais au  Canada à côté de Béatrice Bilonda Kabeya et Bodia Bavuidi (lauréate de l'année).
Le 27 juin 2022 à Dakar, à l'occasion du lancement de la campagne carton rouge, elle est nommée par le Réseau de la Renaissance et la Diaspora Africaine (ARDN  en sigle) : « ambassadrice de bonne volonté pour la masculinité positive ».

### Autres faits marquants
Durant son parcours, elle a également participé au lancement de la campagne tolérance zéro immédiate contre les crimes de violences sexuelles et discriminations envers les femmes;  à la tenue de la première conférence des chefs d’état de l’Union Africaine sur la masculinité positive en RDC; à la signature de l’Addendum à l’Accord Conjoint entre la RDC et les nations unies sur les violences sexuelles liées au conflit de 2019;  ainsi qu'à à la réunion du G20 et préparation de la déclaration officielle du président de la RDC sur la promotion des droits des femmes, l’égalité des sexes et la lutte contre l’impunité.

### Think Tank Minzoto
Le samedi 22 avril 2023, dans la salle de congrès du palais de la nation, Chantal Yelu tient l'évènement du lancement du programme dénommé Think Tank Minzoto, ayant pour objectif de mettre en place une plateforme de communication directe entre la présidence et la jeunesse nationale,.